# حداد علوي
حداد علوي السقاف من مواليد 13 مارس 1966 في جاكرتا ، اندونيسيا هو منشد أندونيسي من أصل عربي، تعود أصوله إلى اليمن منطقة حضرموت . ألبومه الأول سيدنا رسول 1 (1999) هو ألبوم النشيد الأكثر مبيعًا في إندونيسيا.

## البومات

### الألبوم [ تحرير المصدر ]
- 1999: سينتا رسول
- سينتا رسول 2
- سينتا رسول 3
- سينتا رسول 4
- سينتا رسول 5
- سينتا رسول 6
- سينتا رسول 7

- جالان سينتا

- جالان سينتا 2